# John Hemming
John Alexander Melvin Hemming (né le 16 mars 1960) est un homme politique britannique, membre des Libéraux-démocrates.
De 2005 à 2015, il est élu député de Birmingham Yardley.